# Baiyankamys shawmayeri
Espèce
Synonymes
Hydromys shawmayeri
Statut de conservation UICN

 LC  : Préoccupation mineure
Baiyankamys shawmayeri est une espèce de rongeurs de la sous-famille des Murinés de Nouvelle-Guinée.

## Référence
- Hinton, 1943 : Preliminary diagnosis of five new murine rodents from New Guinea. Annals and. Magazine of Natural History, ser. 11-10 pp 552-557.
- Helgen, 2005 : The amphibious murines of New Guinea (Rodentia, Muridae): the generic status of Baiyankamys and description of a new species of Hydromys. Zootaxa 913 pp 1-20.